# Giulio Manfredonia
Pour les articles homonymes, voir Manfredonia.
Giulio Manfredonia (né le 3 novembre 1967 à Rome) est un réalisateur et scénariste italien.

## Filmographie partielle

### Réalisateur
- 2001 : Se fossi in te (it)
- 2004 : È già ieri
- 2008 : Si può fare
- 2011 : Qualunquemente (it)
- 2012 : Tutto tutto niente niente (it)
- 2014 : La nostra terra (it)
- 2019 : Cetto c'è, senzadubbiamente (it)